# Kenneth Simms
Kenneth M. Simms, född 4 augusti 1986 i Queens i New York, är en amerikansk basketspelare i Södertälje BBKs Södertälje Kings. Han gick dit från Ningxia Hanas i Kina.
Den 203 cm långa Simms har skrivit på ett avtal med Södertälje Kings som sträcker sig över hela säsongen 2011/2012 och han anslöt till laget i augusti.
Simms spelade dessförinnan för Ningxia Hanas i kinesiska ligan där han bland annat snittade 21 poäng och 11 returer per match. Säsongen 2010/11 spelade han för SCM CSU Craiova i Rumänien. Han har tidigare spelat collegebasket för FIU Golden Panthers, UMKC Kangaroos och Cumberland Phoenix, i EBA för Maryland M. och för Marijampole Suduva-Arvi i Litauen.